# Gavdos
Gavdos (Grec: Γαύδος ['ɣavðos]) és l'illa més meridional de Grècia, al Mar de Líbia, al sud de Creta a una distància de 26 milles nàutiques, amb prou feines fa 10 quilòmetres de llarg per 5 d'ample. És part administrativament de la prefectura de Khanià. És el lloc més meridional d'Europa.

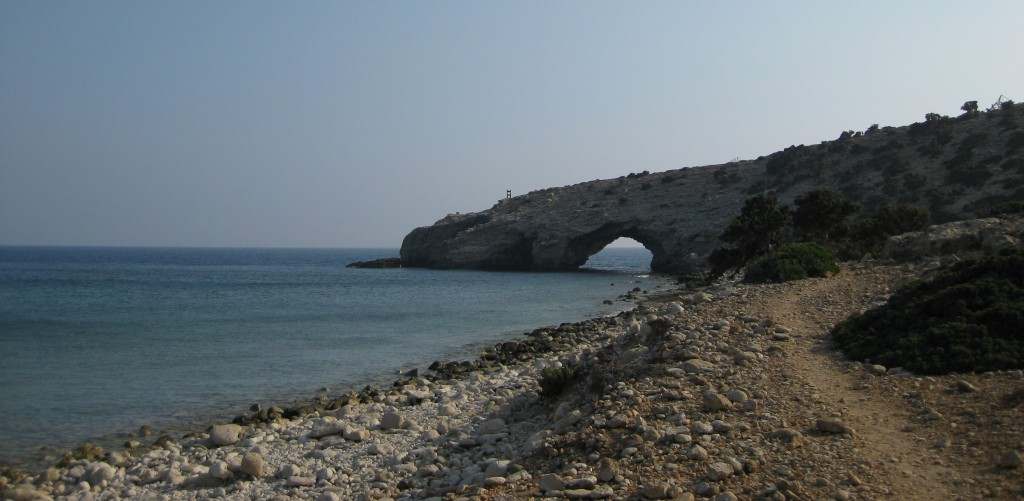
El cap de Tripiti (Trypiti) a Gavdos, el punt més meridional d'Europa

Està unida a Creta amb línies regulars de petits vaixells que van i venen entre Gàvdos i Creta (en concret els ports de Khora Sfakion i de Paleókhora). A l'hivern no passa dels 200 habitants estables, però a l'estiu la població pot passar dels 3.000. La capital de l'illa és el poblet de Kastrí.
Cap al seu nord-oest hi ha una illa encara més xica deshabitada anomenada Gavdopula (Γαυδοπούλα), o "petita Gávdos".
Les dues illes tenen vegetació de garriga i màquia, i són importants etapes de migració per als ocells.